# Die Muskete
Die Muskete war eine humoristische Wochenzeitschrift, die ab dem 5. Oktober 1905 in Wien jeden Donnerstag herausgegeben wurde und bis zum Jahre 1941 erschien. Als Herausgeber und verantwortlicher Redakteur zeichnete Adolf Moßbäck. Er beschrieb die Programmrichtung der neuen Wochenschrift folgendermaßen:
„Und wir wollen österreichisch sein. Heimische Zeichner, heimische Autoren. Österreichisch werden wir auch in unserer Stellung zur Armee bleiben, der ein Teil des Inhaltes besonders gewidmet ist…“
„Die Muskete“ verband, wie andere zu dieser Zeit gegründete humoristische Zeitschriften, die Werke junger, heimischer Künstler und Zeichner mit dem Schaffen junger österreichischer Literaten. Gleichzeitig legte die Zeitschrift großen Wert auf die künstlerische Gestaltung und die hohe Qualität der Inhalte.

Die Zeitschrift war ursprünglich für Offizierskreise bestimmt und erlangte rasch große Bedeutung, da man sich das Ziel gesetzt hatte, sie zu einem österreichischen Pendant des Simplicissimus zu gestalten, wodurch sie später weitere Verbreitung fand und sehr populär wurde. Sie kämpfte gegen Auswüchse im politischen, bürokratischen, klerikalen, militärischen und sozialen Bereich. Während des Ersten Weltkriegs entwickelte sie sich zu einem „lustigen Soldatenblatt“. 1919 verschwand der Untertitel „Humoristische Wochenschrift“ und die Zeitschrift wandelte sich vom Witzblatt zur illustrierten Herrenzeitschrift.

## Die Zeitschrift im Ersten Weltkrieg
Während des Ersten Weltkriegs verhielt sich das Blatt loyal gegenüber Kaiser, Staat und den Behörden und stimmte in den Text- und Bildbeiträgen in einen sehr überzeugten Patriotismus ein, wobei das Hauptaugenmerk auf dem „äußeren“ Feind lag. Auf dem Titelblatt der Ausgabe vom 6. August 1914 wurde der auferstandene Prinz Eugen an der Spitze der österreichisch-ungarischen Soldaten gezeigt, wie er als Reichsmarschall seine Truppen gegen Belgrad anführt. Das Titelblatt trägt anstatt einen Titel lediglich das Datum der österreichisch-ungarischen Kriegserklärung an Serbien.
Ab Juli 1914 dominierte somit eine patriotische Linie, die alle anderen Themen in den Hintergrund drängte. Feindbilder wurden kreiert und ausgestaltet, um die Gegner lächerlich und bestialisch darzustellen. Dadurch wurde das Blatt immer leserspezifischer und verwandelte sich während des Ersten Weltkrieges von der „humoristischen Wochenschrift“ zum „lustigen Soldatenblatt“, und es wurde für neue Feldpostabos, wie zum Beispiel am 7. Oktober 1915 geworben: „Senden Sie Ihren lieben Helden das lustige Soldatenblatt ‚Die Muskete‘ ins Feld!“ Mit humoristischen Artikeln gegen die Feinde und Fotografien von heimischen Soldaten im Felde die Muskete lesend wurde die Kriegspropaganda aufrechterhalten. Autorenabende, die im Dienste der patriotischen Sache standen, wurden veranstaltet und deren Erlöse unter anderem dem „Kriegsfürsorgeamt des k.k. Kriegs-Ministeriums“ zur Verfügung gestellt. Die Muskete setzte sich bis zum Ende des Ersten Weltkrieges für die Zeichnung von Kriegsanleihen ein und verteidigte seine Kriegsbefürwortung zunehmend gegen pazifistische Kreise.

## Nationale Stereotype während des Ersten Weltkriegs

### Serbien
Da Serbien seit Beginn des Ersten Weltkrieges als Hauptgegner Österreich-Ungarns ausgemacht wird, sind von Anfang an in der Zeitschrift „Die Muskete“ Karikaturen zu Serbien vertreten.
- „Serbisches Regierungs-Prinzip“ im Beiblatt der „Muskete“ am 9. Juli 1914[8] mit dem Untertitel: „Merkt euch Kinder: Am besten schützt man sich vor Attentaten, indem man selber welche veranlaßt!“
- „Sarajewo“, Titelblatt Zeichnung von Fritz Schönpflug am 16. Juli 1914[9] mit dem Untertitel: „Wir waschen unsere Hände in Unschuld!“

Über die gesamte Kriegsdauer finden sich knapp 100 Karikaturen mit serbischem Bezug, wobei diese in der ersten Kriegshälfte stärker vertreten sind als in der zweiten. Dies hängt damit zusammen, dass Ende 1915/Anfang 1916 der Feldzug gegen Serbien als erfolgreich abgeschlossen galt. Im Kriegsverlauf wandelt sich auch die Darstellungsform dieses Feindes, vom verschlagenen, hinterhältigen Attentäter zur verwahrlosten Person ohne Land.

Serbien wird oft in Form einer Porträtkarikatur, am Häufigsten in Person des serbischen Königs Peter I., dargestellt. Weitere serbische Persönlichkeiten in der Karikatur sind Kronprinz Alexander, Premierminister Nikola Pašić und der ältere Sohn Peters, Prinz Georg von Serbien.

### Montenegro
Als enger Verbündeter Serbiens tritt Montenegro von Beginn des Ersten Weltkriegs in den Karikaturen auf. Die Montenegriner und deren König Nikola werden als verschlagenes Balkanvolk dargestellt, welches nur bei Schönwetter kämpft und sich absetzt, wenn die Situation kritisch wird. Dies hat seinen historischen Hintergrund in König Nikolas Flucht vor dem Feinde. Im Gegensatz zu seinem serbischen Verbündeten Peter I. soll König Nikola Anfang 1916 sein Heer im Stich gelassen haben und mit seinen Regierungsmitgliedern ins italienische Exil geflüchtet sein.
- „Montenegrinische Volkswirtschaft“, Zeichnung von Willy Stieborsky am 17. September 1914[11] mit dem Untertitel: Wenn das Volk schon keinen Unterhalt hat, soll’s wenigstens eine Unterhaltung haben.
- „König Ohneland III“, Zeichnung von Willy Stieborsky am 20. Jänner 1916[12] mit dem Untertitel: Alle montenegrinischen Ortsnamen in meinen Siegesberichten versieht der Höfer mit dem Vermerk: „Auf der Karte nicht auffindbar“. Bald wird mein ganzes Landl auf der Karte nicht auffindbar sein!

Serbiens Verbündeter Montenegro wird auch auf Grund seiner wirtschaftlich miserablen Lage nicht ernst genommen.
- „Ein Vorschlag“, Zeichnung von Fritz Schönpflug am 13. August 1915[13] mit dem Untertitel: Montenegro ist durch einen einzigen Österreicher zu überwinden: nämlich durch einen gut ausgerüsteten Geldbriefträger.[14]

### Russland
Russland gilt als einer der wichtigsten Feindbilder, da es als panslawische Großmacht und als großer Bruder Serbiens angesehen wird. Im Vergleich zu anderen Hauptfeinden der österreichisch-ungarischen Monarchie wurde Russland während des Krieges am zweithäufigsten, mit knapp 300 Abbildungen, dargestellt. Die Zahl nimmt ab 1918 stark ab, da Russland aus dem Krieg ausscheidet und mit eigenen revolutionären Ereignissen konfrontiert ist.

Russland wird als ein Land dargestellt, das man auf Grund seiner Größe nicht unterschätzen darf. Jedoch in Bezug auf Kultur, Bildung, Technologie und Wirtschaft fühlt man sich dem Zarenreich qualitativ überlegen und so wird die herrschende Klasse als weltfremd und naiv, aber auch als skrupellos und machtbesessen dargestellt. Das gemeine Volk und die Soldaten werden als dumm und unkultiviert, mit einem starken Hang zu Aberglaube und Alkoholismus gezeichnet. Eine beliebte Darstellungsform ist hierbei der „Iwan“, ein Bauer, der in eine Uniform gezwungen wurde.
- „Bleigießen in St. Petersburg“, Zeichnung von Rudolf Herrmann am 31. Dezember 1914[16] mit dem Untertitel: Zu ebener Erde und im ersten Stock.
- „Russische Entdeckungen“, Zeichnung von Willy Stieborsky am 8. April 1915[17] mit dem Untertitel: So sehn also bei diesen Schweinehunden die Hemden aus.

### Frankreich
Als Kernmitglied der Entente wird Frankreich ebenfalls von Beginn an als einer der Hauptfeinde dargestellt, wobei verschiedenste Darstellungsformen gewählt werden: die Porträt- und Typenkarikatur, vertreten durch Staatspräsident Raymond Poincaré und Marschall Joseph Joffre; als Bestie und Kriegsverbrecher, der wehrlose und verwundete Gegner ermordet oder als Lügner und Geschichtsfälscher in Zusammenhang mit Pressedarstellungen. Der Soldat wird meist als ein in Uniform gesteckter Zivilist dargestellt, der ein genussreiches, ziviles Leben dem entbehrungsreichen Kriegsalltag vorzieht. Die Figur der „Marianne“ wird oft als typische Vertreterin Frankreichs eingesetzt.
- „Mutter Marianne.“, Zeichnung von K. A. Wilke am 2. Juli 1914[19] mit dem Untertitel: „Diese Fratze sollte ich schon einmal wo gesehen haben.“
- „Im Namen der Zivilisation“, Zeichnung von Franz Wacik am 3. September 1914[20] mit dem Untertitel: Au nom de la civilisation!
- „Vision“, Zeichnung von Hans Strohofer am 22. Oktober 1914[21] mit dem Untertitel: „Nur nicht den Kopf verlieren, Poincaré.“
- „Das entschleierte Bild zu Paris“, Zeichnung von Josef v. Divéky am 30. März 1916[22] mit dem Untertitel: „Weh dem, der zu der Wahrheit geht durch Schuld! Sie wird ihm nimmermehr erfreulich sein.“
- "Die Lage in Frankreich, Zeichnung von Fritz Schönpflug am 28. Dezember 1916[23] mit dem Untertitel: „Goddam, wenn das Tempo noch langsamer wird, läuft uns nicht nur der glorreiche Sieg, sondern auch der ehrenvolle Frieden davon!“

Da Frankreich auch eine bedeutende Kolonialmacht war, werden auch rassistische Stereotype, mittels Darstellung von Schwarzafrikanern, entweder halbnackt oder in französischer Uniform, aber auch als Nachwuchs, bedient.
- „Paris 1915.“, Zeichnung von Hans Strohofer am 8. Oktober 1914[25] mit dem Untertitel: „Ein Gutes hat der Krieg doch gehabt. Er hat die grande nation vor dem Aussterben bewahrt.“
- Großer Kriegsrat in Paris., Zeichnung von K. A. Wilke am 16. Dezember 1915[26] mit dem Untertitel:

„Aber Kamerad, Sie bohren doch in der Nase!“
„Da kommt wenigstens was heraus.“

### Großbritannien
Großbritannien, seit August 1914 in den Krieg involviert, wird am Häufigsten zum Zielpunkt des Spottes und der Karikatur und somit zum Hauptfeind der Mittelmächte. England wird in Österreich als militärisch, politisch und wirtschaftlich überlegen gesehen, aber moralisch als weit unterlegen, was zum Sieg verhelfen wird. Der Feind wird wegen seiner Stärke bewundert und gefürchtet und so wird versucht mittels moralischen und ideologischen Werten die Unterlegenheit zu verbergen. Der aufrichtige und ehrliche Charakter wird siegen. England wird im Gegensatz dazu als lügnerisch und heuchlerisch gezeigt. Ihre Machtposition erhalten sie, indem sie die Nationen mit Zuckerbrot und Peitsche dominieren.
- „Der Dresseur in Nöten“, Zeichnung von Willy Stieborsky am 20. Jänner 1916[28] mit dem Untertitel: „Damned! Je mehr Hunde ich an die Leine kriege, desto weniger Respekt hat die Meute vor mir!“
- „Dresseur Loyd Georg“, Zeichnung von Rudolf Herrmann am 28. Dezember 1916[29] mit dem Untertitel: „Brav sind ja die Viecher. Aber man darf doch keinen Augenblick die Peitsche aus der Hand legen.“

Die Figur des „John Bull“ stellt einen kräftigen und wirtschaftlich potenten Feind dar, der als Finanzier des Krieges fungiert und eher um verlorenes Geld, als um verlorene Menschenleben trauert. John Bull trat in der Muskete im Ersten Weltkrieg vor allem in den letzten Kriegsjahren auf, als die Siegesgewissheit der Zeitschrift bereits schwand.

Das britische Volk wird gerne als spiel-, wett- und spekulationsfreudig gezeigt, das vor allem an erfolgreichen Geschäften interessiert ist.
- „John Bull, aus verschiedenen Perspektiven“, Zeichnung von Hans Strohofer am 29. Oktober 1914[32].
- „Verschiedene Standpunkte“, Zeichnung von K. A. Wilke am 17. August 1916[33] mit dem Untertitel: „Siehst du, Marianne, das ist der Unterschied zwischen dir und mir: Du trauerst um unsere Kinder, und ich um das Geld, das sie mich nutzlos gekostet haben.“

Die britischen Frauen gelten im Gegensatz zu den schönen, französischen Frauen, als hässlich und unweiblich, denn sie interessieren sich für Themen, wofür sich Frauen in der damaligen Zeit, nicht zu interessieren haben, wie etwa: Politik, Wahlrecht und Frauenrecht.
- „Der Zweck heiligt die Mittel.“, Zeichnung von Josef Danilowatz am 18. Juni 1914[34] mit dem Untertitel:'„Die englische Regierung hat dem Fürsten Wied eine aus den militantesten Suffragetten gebildete Amazonenleibgarde zur Verfügung gestellt.“
- „Miß Britannias Gewerbe“, Zeichnung von Josef v. Divéky am 7. September 1916[35] mit dem Untertitel: „Hier sein die dritte lateinische Schwester. Belieben sich Mister Kantschukow, jetzt mit dieser – zurückzuziehen?“

Die Briten werden auch als Kolonialherren und Beherrscher der Meere dargestellt, wobei sie andere Völker beherrschen und ausbeuten.
- „Aus dem englischen Blaubuch.“, Zeichnung von K. A. Wilke am 1. Oktober 1914[36] mit dem Untertitel:'„Nachdem auf Deutschlands Seite schwarz-gelbe Truppen kämpfen, sieht sich England zu der gleichen Maßnahme gezwungen.“
- „Old-Englands Triarier.“, Zeichnung von Hans Strohofer am 8. Oktober 1914[37] mit dem Untertitel: „Kongo-Ulane zu Fuß. Proviant-Offizier. Ober-Gurkha. Haubitzen-Formaster. Hauptweib der Petroleum-Division.“
- „Wir Wilde sind doch bessere Menschen!“, Zeichnung von Rudolf Herrmann am 12. Oktober 1916[38] mit dem Untertitel:

„Uns predigen Sie immer Nächstenliebe und bringen selbst tausendmal mehr Menschen um, als Sie auffressen können.“

### Belgien
Belgien spielt als Feindbild eine sehr untergeordnete Rolle und wird kaum als reale Bedrohung oder Gefahr wahrgenommen. Es ist noch eine sehr junge und kleine Nation und wird überwiegend in Form seines Königs Albert I. dargestellt. Belgien erscheint als naive Nation, welche im Exil und dann in der Besatzung endet, versinnbildlicht als Obdachlosenasyl.
- Im Asyl für obdachlose Majestäten, Zeichnung von Franz Wacik am 16. März 1916[40] mit dem Untertitel:

„Was sucht denn der Toptani da, Nikerl? Er ist doch kein König!“
„Aber halts Mäul, Peter. San mir’s denn?!“

### Japan
Japan tritt in der Karikatur meistens als Verbündeter von Großbritannien und zunehmend von den USA auf und wird als Bedrohung ernstgenommen. Im Gegenteil zu all den anderen Feindbildern wird Japan vorwiegend als Tier verkörpert, entweder als Affe, oder als Mischwesen, dem sogenannten „Halbmensch“. Treten sie als Menschen auf, dann als extrem kleinwüchsig, wobei sie aber nicht unterschätzt werden sollten, da sie als sehr diszipliniert und schlau gelten. Da es sich um eine nichteuropäische Nation handelt werden in den Karikaturen keine nationalen, sondern eher rassistische Stereotype bedient.
- „Aus dem englischen Blaubuch“, Zeichnung von K. A. Wilke am 1. Oktober 1914[42] mit dem Untertitel: „Nachdem auf Deutschlands Seite schwarz-gelbe Truppen kämpfen, sieht sich England zu der gleichen Maßnahme gezwungen.“
- „Delphischer Bescheid“, Zeichnung von K. A. Wilke am 5. September 1918[43] mit dem Untertitel:

„Und was gedenkst du mit den Waffen zu tun, lieber Japs, wenn der preußische Militarismus besiegt ist?“
„Ich schleife sie wieder.“

### Italien
Italien war nicht von Beginn an dabei und schließt sich erst im Mai 1915 der Entente und damit dem Kriegstreiben an. Aus historischen Gründen zählt Italien zum Feindbild Nummer eins und wird somit in der Zeitschrift vorrangig karikiert.
- „L’Italia farà da sè!“, Zeichnung von Willy Stieborsky am 3. Juni 1915[45] mit dem Untertitel:

„Ich sei – gewährt mir die Schande – Der achte in eurer Bande!“
Eine beliebte Darstellungsform ist die Symboldarstellung, wie etwa Flaggen, Wappen, Landkarten – wie der italienische Stiefel, oder die „Stella d’Italia“.
- „Stella cadente“, Zeichnung von Willy Stieborsky am 15. Juni 1916[46] mit dem Untertitel:

„Ecco, Majestät: da fällt die Stella_d’Italia! Wünschen Sie sich geschwind etwas.“
„Ich wünsche – ich wünsche – die Erneuerung des Dreibunds!“
In der Porträtkarikatur nimmt König Viktor Emanuel III. eine besondere Stellung ein und wird auf Grund seiner größenwahnsinnigen Ansprüche, welche im Kontrast zu seiner geringen Körpergröße stehen, als Witzfigur dargestellt.
- Zeichnung von K. A. Wilke am 2. März 1916[47] mit dem Untertitel: „Katzelmacherkatzenjammer.“
- „Italienische Kampfmittel“, Zeichnung von Hans Strohofer am 30. März 1916[48] mit dem Untertitel: „Der Herr Stabsarzt hat eine mehrfache Zerreißung des Zwerchfells bei ihnen konstatiert. Wie sind Sie denn dazu gekommen?“- "Mein Gott – ein italienischer Flieger hat eine Nummer des „Corriere“ in unsere Stellung geworfen und die hab´ ich halt gelesen."

Der Italiener wird als eitler Prahler und Lügner gezeichnet, dem jedes Mittel recht ist, wenn er daraus Vorteile erzielen kann. Da er keine Loyalität und Treue kennt gilt er als feiger Soldat, der schnell die Flucht ergreift. Während England als Hauptfeind verstanden wird, gilt Italien als Lieblingsfeind, auch auf Grund seiner Lebensfreude, um welche man ihn insgeheim beneidet.

### Portugal
Portugal erscheint in den Karikaturen als kleines unbedeutendes Land, das keine realpolitische Bedeutung besitzt und somit kaum wahrgenommen wird. Portugals Kriegseintritt wird eher mit finanziellen Interessen verbunden, als mit moralischen Grundsätzen.
- „Bank von England“, Zeichnung von Rudolf Herrmann am 6. April 1916[50] mit dem Untertitel:

„Lieber kleiner Portugiese, nur noch ein bißchen Geduld – gleich sind wir fertig, und dann kriegst du die Nagelprobe.“

### Rumänien
Rumänien wird in den Karikaturen lediglich als Nebenkriegsschauplatz angesehen und kaum gefürchtet. Zusätzlich wird es als eine Nation von Verbrechern angesehen, die als bestechliche Lügner vorgeführt werden. Rumäniens Soldaten werden oft verwildert und feige dargestellt und Rumäniens König Ferdinand wird auf Grund seiner abstehenden Ohren und wegen seines Rufes als schwacher und nachgiebiger Herrscher, als Witzfigur präsentiert.
- Rotenturm-Paßschwierigkeiten, Zeichnung von Fritz Schönpflug am 12. Oktober 1916[52] mit dem Untertitel:

„Al dracului! Einbrechen und andere bestehlen ist viel leichter als durchbrechen und sich davonstehlen“

### USA
Die USA erscheinen erst nach und nach im Laufe des Krieges als Feindbild, wobei sie sich aber, gemeinsam mit England zu den beliebtesten Feindbildern der Karikaturisten entwickeln. Dies hängt damit zusammen, dass die USA sich zunehmend engagiert und erst 1917 den Krieg erklärt. Sie werden entweder alleine, oder als dominierende Macht über die anderen Nationen präsentiert, wobei die USA in Form des Typs von „Uncle Sam“ dargestellt wird. Die Vereinigten Staaten sind eindeutig ökonomisch überlegen und um diese ernste Bedrohung zu schwächen werden die kulturellen und moralischen Defizite gegenübergestellt.
- „Amerikanisches Völkerrecht“, Zeichnung von Carl Josef Pollak am 27. Jänner 1916[54] mit dem Untertitel:

„Da kennt sich ja kein Teufel mehr aus, Mister Yankee! Ist Baumwolle nun Bannware, oder nicht?“
„Hm, Mister Doodle, das kommt ganz darauf an, welche Preise Deutschland für Baumwolle zu zahlen bereit ist.“
- „Der Kriegstanz ums goldene Kalb.“, Zeichnung von Rudolf Herrmann am 24. Mai 1917[55] mit dem Untertitel:

„Aus Washington wird gemeldet: Am Tage der Kriegserklärung haben Wilson, Roosevelt & Komp.. eine neue Staatsreligion gegründet. Auf dem Kapitol wurde der einzig wahren Gottheit, der Kultur, ein Standbild aus purem Golde errichtet. Das Stiftungsfest verlief unter ungeheurem Enthusiasmus.“

### Griechenland
Griechenland wird kaum in direktem Bezug als Feind angesehen, sondern eher in Betrachtungen von französischen oder britischen Soldaten erwähnt, wobei klassisch-mythologische Elemente eine gewisse Bedeutung erlangen. In der Porträtkarikatur tritt König Konstantin I. am Häufigsten auf. Während er eher positiv dargestellt wird, verkörpert sein Premierminister Venizelos das Negativbild.
- „Saloniki“, Zeichnung von Carl Josef Pollak am 13. Jänner 1916[57] mit dem Untertitel: „Ich begreife nicht, was die Griechen wollen. Wir wären froh, wenn die Engländer uns in Calais nur halb so gut behandeln würden.“
- „Diogenes Skuludis“, Zeichnung von Rudolf Herrmann am 9. März 1916[58] mit dem Untertitel:

„Hast du etwa einen Wunsch, mein Lieber?“
'„Wenn ich bitten darf: Geht mir aus der Sonne!“
- O alte Griechenherrlichkeit!, Zeichnung von Willy Stieborsky am 29. Juni 1916[59] mit dem Untertitel: - – Und die Sonne Homers, siehe, sie lacht über euch!

## Humoristische Zeitschriften im Ersten Weltkrieg
- 1837–1926: Zeitschrift Der Humorist
- 1857–1919: Satirezeitschrift Figaro
- 1861–1933: Humoristisch-Politisches Volksblatt Kikeriki
- 1880–1925: Wiener Karikaturenzeitschrift Wiener Caricaturen
- 1899–1936: Satirische Zeitschrift Die Fackel
- 1900–1917: Antiklerikales humoristisch-satirisches Wochenblatt Der Tiroler Wastl
- 1889–1915: Humoristisch-Satirisches Wiener Arbeiterblatt Glühlichter